# Usedlost čp. 14 (Hlince)
Usedlost čp. 14, pocházející z 19. století, je roubená stavba na okraji návsi v Hlincích v okrese Plzeň-sever, jež byla 19. února 2007 prohlášena kulturní památkou. Od 22. září 1995 je také součástí venkovské památkové zóny.

## Historie a popis
Přízemní stavení o trojdílné dispozici se sedlovou střechou vzniklo pravděpodobně vyčleněním ze sousedního dvora čp. 3. Z údajů zachycených v katastrech vyplývá, že k jeho stavbě muselo dojít před rokem 1840. Z části se dochovalo roubení a ve středním dílu černá kuchyně. V jižním traktu, na němž se nachází nástřešní pultový vikýř, je světnice, která snad dříve bývala chlévem. Novostavby samostatných chlévů s hambalkovým krovem přibyly areálu roku 1938 a byly druhotně rozděleny příčkami a adaptovány k obytným účelům. Jejich fasáda je členěna kordonovou římsou a jsou podsklepeny prostory s valenou klenbou. Jižní část venkovské usedlosti zaujímá jedinečná roubená stodola o dvou pernách a průjezdném mlatu, nemající v regionálním kontexu obdoby.
Usedlost slouží k rekreačním účelům.